# 銀葉鈕扣樹
銀葉鈕扣樹 (學名：Conocarpus erectus ，英文名稱：Silver Button Wood, Button Mangrove)，為使君子科榿果木屬的植物。別稱銀葉鈕子樹、銀鈕樹、鈕仔樹、銀梧桐樹、銀葉梧桐。
本種原產於中南美洲地區，主要分布於美國佛羅里達州、墨西哥及加勒比海的海岸紅樹林區域，根據國際紅樹林組織（International Society for Mangrove Ecosystem）所定義之生育型，其屬於半紅樹林植物，即能在潮間帶生長並可延伸至陸生生態系之植物。

## 型態特徵

### 莖與葉
常綠中喬木，植株高度可達5公尺，樹枝條堅硬結實，新枝向上直立伸長。葉為單葉互生，呈卵圓形，屬於全緣葉，基部楔形逐漸狹窄，葉端呈鈍或微尖，其葉表面具銀白色細毛；葉片呈革質且中肋明顯；葉柄基部處具腺點且呈翼形。

### 花與果
花為兩性花的頭狀花序、花序自莖的頂部及近莖頂的葉腋中伸出，多花；花萼呈合生的筒狀，形狀如杯子，具五裂，其排列方式為鑷合狀；花冠為左右對稱，通常花瓣具4至5枚，並具花盤；雄蕊數量為5~10枚，著生於花盤內部，突出於花冠之外；雌蕊由一枚心皮和一枚花柱所組成，花柱呈錐狀或絲狀，柱頭為頭狀或不明顯；子房為一室與花托合生，且子房為下位，邊緣有胎座。全年皆開花。果實為聚合果，呈核果狀，外觀特徵形似鈕扣，徑約1公分，因此得名為鈕扣樹。種子呈鱗片狀，具翅略呈三角形，色澤為淡褐色，果實成長期為秋季至冬季。